# Richard Galliano
Richard Galliano (ur. 12 grudnia 1950 w Cannes) – francuski kompozytor i multiinstrumentalista, akordeonista-wirtuoz. Laureat Django Reinhardt Prix przyznawanego przez francuską Académie du Jazz. Galliano współpracował m.in. z takimi wykonawcami jak: Al Foster, Juliette Gréco, Charles Aznavour, Ron Carter, Chet Baker, Trilok Gurtu, Jan Garbarek, Michel Petrucciani, Bobby McFerrin czy Wynton Marsalis.

## Wybrana dyskografia
Opracowano na podstawie materiału źródłowego.
- Flyin' the Coop (1991, oraz Jimmy Gourley, 52e Rue Est)
- Viaggio' (1993, oraz Charles Bellonzi, Pierre Michelot, Bireli Lagrene)
- Laurita (1995, oraz Palle Danielsson, Joey Baron)
- New York Tango (1996, oraz Bireli Lagrene, George Mraz, Al Foster)
- Blow Up (1997, oraz Michel Portal)
- Spleen (1999)
- Passatori (1999)
- Gallianissimo! — The best of Richard Galliano (2001)
- Face to Face (2001, oraz Eddy Louiss)
- Piazzolla Forever (2003)
- Concerts (2004, oraz Michel Portal)
- Ruby, My Dear (2005, oraz Larry Grenadier, Clarence Penn)
- Luz Negra (2006)
- Mare Nostrum (2007, oraz Jan Lundgren, Paolo Fresu)
- L'Hymne a l'amour (2007, oraz Gary Burton, George Mraz, Clarence Penn)
- Love Day (2008)